# 毛宝
毛宝（毛寶、もう ほう、生年不詳 - 339年）は、中国の東晋の軍人。字は碩真。本貫は滎陽郡陽武県。

## 経歴
はじめ王敦により臨湘県令とされた。王敦の死後、温嶠の下で平南参軍となり、江州に入った。
咸和2年（327年）、蘇峻が蘇峻の乱を起こした。温嶠は建康の救援に向かおうとしたが、征西将軍の陶侃が温嶠の底意を疑って従おうとしなかった。温嶠はたびたび荊州の陶侃のもとに使者を送ったが、色よい返事が返って来なかったため、しびれを切らして、「仁公は守っているといい。僕が先に下してしまおう」と書き送った。たまたま毛宝が別のところへの使者から帰ってきて、このことを聞くと、「大事を挙げるには、天下と共同でなすべきです。急いで追って前の手紙を破棄し、討伐に応じるよう説くべきです。もし前の手紙に間に合わなければ、さらに使者を派遣すべきです」と説いた。温嶠は意を悟って、文面を改めて追信すると、陶侃は蘇峻の討伐を温嶠とともに行うことを決めた。咸和3年（328年）、温嶠が起兵すると、毛宝は1000人を率いて先鋒をつとめ、茄子浦に入った。
温嶠は歩兵の戦闘に強さを見せる蘇峻に対抗するため、水軍を調練して、岸に上る者があれば死罪に処すと、全軍に訓令していた。ときに蘇峻が祖約に米1万斛を送り、祖約が司馬の桓撫らを派遣してこれを迎えようとした。毛宝は「兵法に『軍令従わざる所あり』という。どうして岸に上ることがいけないといえようか」と言って、陸上で反乱軍を攻撃し、輸送していた米を鹵獲した。反乱軍の死者は万におよび、祖約は飢えることとなった。毛宝は温嶠にその勲功を賞賛され、廬江郡太守に推挙されて任じられた。
祖約が湓口を襲撃するために祖煥や桓撫らを派遣すると、陶侃がこれを迎撃しようとした。毛宝が自ら志願したため、陶侃は毛宝に行かせることとした。先立って桓宣が祖約にそむき、南方の馬頭山に駐屯したところ、祖煥と桓撫の攻撃を受けて、毛宝に救援を求めた。毛宝らは擬態を疑って救援に慎重だったが、桓宣が子の桓戎を派遣して重ねて要請すると、毛宝は桓戎に従って救援に赴いた。毛宝はひとたび祖煥と桓撫の軍に敗れて、太腿に矢の貫通する大怪我を負った。態勢を立て直して、夜間に桓宣と合流すると、祖煥と桓撫は撤退していった。毛宝は東関に進軍して、合肥を攻め落とした。まもなく召還命令にあって、毛宝は石頭に帰還した。ときに反乱軍を撃破できないことから、陶侃はいったん兵を南に返そうと考えていた。毛宝が踏みとどまるよう強く主張すると、陶侃はこれに肯いて、毛宝に督護の位を加えた。毛宝が句容と湖熟に集積していた蘇峻の糧食を焼くと、蘇峻は軍糧に困るようになり、陶侃は踏みとどまって戦いを続けることとした。
蘇峻が戦死すると、反乱は弟の蘇逸に引き継がれて続いたが、翌咸和4年（329年）に匡術が苑城で降伏した。陶侃は毛宝に苑城の南城を守らせ、鄧嶽に西城を守らせた。反乱軍の蘇逸や韓晃らが台城を攻撃してくると、毛宝は城に登って数十人の反乱兵を射殺した。韓晃が「君の勇壮さは名だたるものだが、どうして門を出ようとしないのか」と挑発すると、毛宝は「君のような健将が、どうして門に入ろうとしないのか」と返した。韓晃は笑って退却した。蘇逸の反乱が鎮圧されると、毛宝は州陵県開国侯に封じられた。
庾亮が平西将軍として蕪湖に駐屯すると、毛宝は庾亮の推挙により輔国将軍・江夏国相・都督隨義陽二郡となって、上明に駐屯した。さらに南中郎に進んだ。庾亮に従って郭黙の乱を討った。咸和5年（330年）、郭黙の乱が鎮圧されると、毛宝は庾亮の司馬の王愆期とともに章山で桓宣を救援し、後趙の将軍の石遇を撃破し、征虜将軍に進んだ。咸康5年（339年）、庾亮は北伐を計画し、自ら豫州刺史の解任を求め、毛宝に与えるよう申し出た。このため毛宝は監揚州之江西諸軍事・豫州刺史に任じられ、西陽郡太守の樊峻とともに1万人を率いて邾城を守った。後趙の石虎が子の石鑑や将軍の夔安・李菟らに5万人を与えて進攻させると、張賀度が2万騎で邾城を攻撃した。毛宝は庾亮に救援を求めたが、庾亮は城の堅固さを頼みに派遣を遅らせたため、邾城は陥落した。毛宝や樊峻らは包囲を突破して脱出を図ったが、長江を渡ろうとして溺死した。

## 子女
- 毛穆之
- 毛安之

## 伝記資料
- 『晋書』巻81 列伝第51